# Frank Maier
Frank Maier (* 1977 in Köln) ist ein deutscher Schauspieler. Bekannt wurde er durch seine Rolle im Wissensmagazin Wissen macht Ah!, das von der ARD hauptsächlich im KIKA ausgestrahlt wird.

## Leben
Frank Maier wurde 1977 in seinem heutigen Wohnort Köln geboren. Seine Schauspielerausbildung hat er 2003 erfolgreich beendet. Seit 2015 engagiert er sich für die Stiftung HumorHilftHeilen als Klinikclown. 
Er spielte noch in weiteren Filmen mit wie z. B. Verbotene Liebe, Alles was zählt und Alarm für Cobra 11.

## Filmografie (Auswahl)
- 1999: Fairplay
- 2002: Et kütt wie et kütt
- 2004: Sex und mehr (Fernsehserie)
- 2007: Dr. Herforth
- 2007: Meine böse Freundin
- 2011–2012: Verbotene Liebe
- 2012: Turbo und Tacho (Fernsehserie)
- 2013: Der Bulle und das Landei (Fernsehserie)
- 2014–2015: Kaiser! König! Karl! (Fernsehserie)
- 2016: Triple Ex (Fernsehserie)